# Universidad de Lindenwood

Logo de Lindenwood University

La Universidad de Lindenwood (Lindenwood University en idioma inglés) es una universidad privada en St. Charles, Misuri. Fundada en 1827 por George Champlin Sibley y Mary Easton Sibley como The Lindenwood School for Girls, es la segunda institución de educación superior más antigua al oeste del río Misisipi.
Lindenwood ofrece títulos de pregrado, posgrado y doctorado a través de nueve colegios y escuelas. Su inscripción fue de 6992 estudiantes en 2021. El 500 acres (202,3 ha) campus académico y residencial principal está ubicado 24 millas (38,6 km) al noroeste de St. Louis, Misuri, en St. Charles.

## Historia

### Fundación e historia temprana

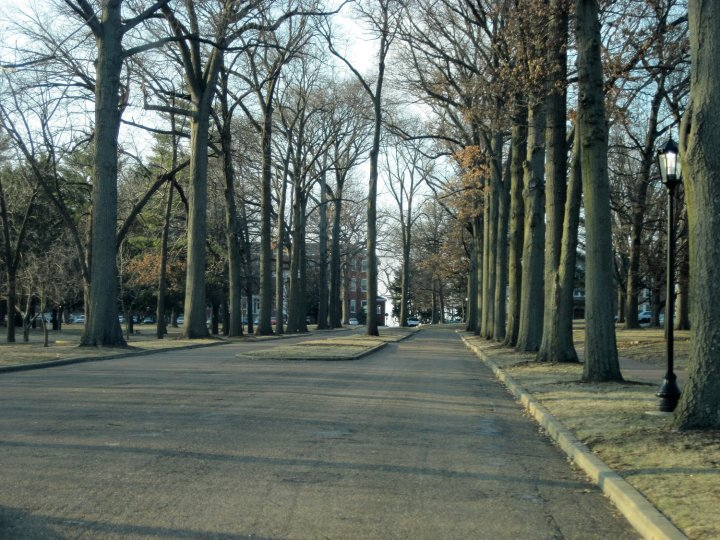
Entrada arbolada en la parte histórica del campus de la Universidad de Lindenwood

La Universidad de Lindenwood tiene sus raíces en George Champlin Sibley, un explorador, soldado, agente indio y político estadounidense de principios del siglo XIX, y su esposa Mary Easton Sibley, una educadora. En 1808, el gobernador interino y amigo Frederick Bates (Frederick Bates (político) ascendió a Sibley al puesto de factor principal en Fort Osage (Fuerte Osage) en el oeste de Misuri, cerca de la actual Kansas City, Misuri. Mientras estaba en Fort Osage, Sibley inmediatamente se puso a trabajar creando relaciones con los vecinos Tribus Osage. También conoció a Mary Easton Sibley, la hija de Rufus Easton, un destacado abogado de St. Louis y segundo fiscal general de Misuri. La pareja se casó en 1815. Durante el tiempo de los Sibley en Fort Osage, Mary comenzó a enseñar niños en el fuerte.
En 1813, Sibley abrió un puesto comercial temporal en Fort Sibley, ahora conocido como la ciudad de Arrow Rock, Misuri, que permaneció en funcionamiento hasta 1822. Después del cierre del puesto comercial, George y Mary permanecieron en Fort Osage. con George sirviendo como jefe de correos hasta que el fuerte cerró en 1825. La pareja luego se estableció en St. Charles, donde Mary comenzó a enseñar a los miembros de la familia y luego, en 1827, a otras mujeres jóvenes de la comunidad. Lindenwood University ahora se considera el segundo instituto de educación superior más antiguo ion al oeste del río Misisipi, después de la Universidad de Saint Louis, así como la primera universidad para mujeres al oeste del Misisipi. En 1829, los Sibley compraron 280 acres (113,3 ha) de tierra, conocida como "Linden Wood" debido a los numerosos tilos. Los Sibley pidieron dinero prestado y comenzaron a limpiar la propiedad cubierta de maleza para convertirla en una granja con ganado traído de Fort Osage. Completaron la construcción de una cabaña y dependencias y se mudaron a Linden Wood en diciembre de 1829. A medida que continuaban los trabajos en Linden Wood, evolucionó la idea de abrir un internado.
Mary Sibley acogió a estudiantes un año después de mudarse a la cabaña. Su hermana de 12 años, Alby, se convirtió en la primera estudiante de Linden Wood en el otoño de 1830. Un año después, llegaron los dos primeros estudiantes que pagaban; a principios de 1832, los Sibley hicieron planes para expandir la cabaña y crear un internado para mujeres para más de una docena de estudiantes. Durante la década de 1830, la escuela se conocía como el internado para señoritas en Linden Wood, Misuri. Mary se hizo cargo del internado y desarrolló un plan de estudios estricto que incluía literatura, gramática, redacción, ortografía y dicción. Francés, música y piano, pintura de paisajes, pintura de flores y costura estaban disponibles por una tarifa adicional. La escuela fue una de las primeras en requerir educación física, que incluía caminar y bailar.
Para la década de 1840, el internado había crecido a 30 estudiantes. A medida que aumentaba la inscripción, los Sibley agregaron nuevas habitaciones a la cabaña. Las continuas mejoras crearon una presión financiera en la escuela y Mary Sibley viajó a la Costa Este para solicitar fondos adicionales. A principios de la década de 1850, la escuela estaba a punto de cerrar cuando los Sibley ofrecieron la propiedad a la Iglesia Presbiteriana. En 1853, la escuela fue incorporada por ley especial de la Legislatura de Misuri y se hizo conocido como el Lindenwood College for Women. El colegio recién autorizado fue puesto bajo el control de 15 directores designados por el Presbiterio de St. Louis. El 4 de julio de 1856, se colocó la primera piedra para un nuevo edificio de ladrillo permanente para reemplazar las cabañas de troncos originales. El nuevo edificio, Sibley Hall, se completó en julio de 1857 y en ese momento contenía toda la escuela. Este evento marcó el comienzo de una nueva era de crecimiento significativo para Lindenwood.
George Sibley murió en 1863. Después de su muerte, los estatutos del colegio se enmendaron en 1870 para establecer que el nombramiento de directores para la gestión del colegio estaría bajo el control del Sínodo de Misuri en lugar del Presbiterio de St. Louis. Se agregó un ala sur a Sibley Hall en 1881 y un ala norte en 1886. La escuela comenzó a expandirse a principios del siglo XX con cuatro nuevos edificios construidos entre 1900 y 1920.
En 1913, la escuela fue acreditada como universidad superior por la North Central Association. Lindenwood recibió un legado de 4 millones de dólares en 1918, todo el patrimonio de la difunta Margaret Leggat Butler, esposa del coronel James Gay Butler, veterano de la Guerra Civil y filántropo. La universidad usó los fondos para establecer una dotación permanente y pasó de un plan de estudios de dos años a uno de cuatro años. Unos años más tarde, la universidad se convirtió en miembro de pleno derecho de la North Central Association.
La universidad se convirtió en una institución mixta en 1969 y cambió su nombre de Lindenwood College for Women a Lindenwood Colleges, con una universidad separada para hombres y mujeres. En 1970, la universidad comenzó a ofrecer clases nocturnas y en 1976 comenzó a otorgar títulos de maestría. Ese mismo año, la St. Louis Football Cardinals de la NFL construyeron un campo de fútbol para prácticas. En 1980, la universidad se convirtió en miembro de la NAIA para el atletismo. Lindenwood Colleges, Lindenwood College for Men y Lindenwood College for Women se fusionaron en Lindenwood College en 1983. Se conocía como Lindenwood College hasta 1997, momento en el que la escuela cambió su nombre por el actual de Lindenwood University.

### Revitalización de la Era Spellmann
Para 1989, Lindenwood College estaba en bancarrota con menos de 800 estudiantes matriculados. La universidad estaba en peligro de cerrar cuando la administración contrató a Dennis Spellmann como nuevo presidente. Spellmann inmediatamente comenzó a implementar cambios, eliminando dormitorios mixtos, poniendo énfasis en un enfoque "centrado en valores" en el aula y eliminando la permanencia.
La universidad comenzó una amplia expansión de las instalaciones académicas, residenciales y deportivas a partir de mediados de la década de 1990, que incluyó la construcción de ocho nuevas residencias estudiantiles, el Spellmann Campus Center, el Complejo deportivo Lou Brock y Harlen C. Hunter Stadium, así como extensiones a Ayres Hall y Harmon Hall. Un cambio que causó controversia en la escuela fue el programa "Pork for Tuition" iniciado en 2002 y diseñado para ayudar a las familias rurales a pagar la matrícula por parte de la universidad que acepta ganado a cambio de descuentos. Luego, los animales fueron procesados y utilizados en la cafetería de la escuela. En 2006, Dennis Spellmann murió momento en el cual la universidad había visto crecer su dotación a más de $50 millones. El Dr. James Evans se convirtió en el presidente número 21 de Lindenwood el 9 de febrero de 2007.

### Historial reciente

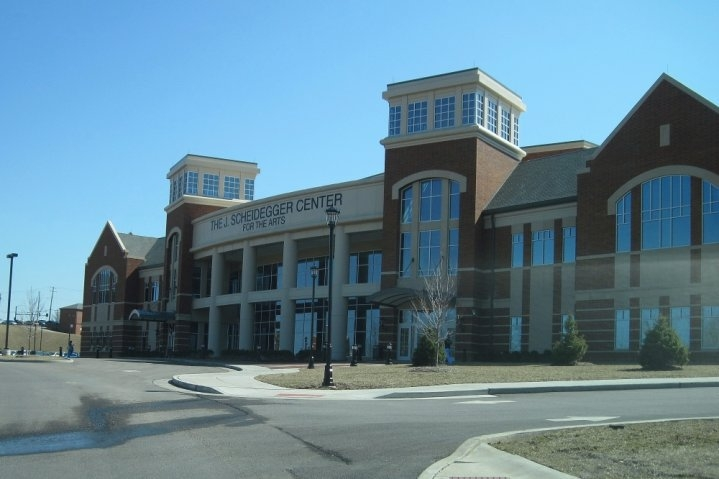
J. Centro Scheidegger para las Artes

La expansión continuó bajo Evans. El J. Scheidegger Center for the Arts, un centro de bellas artes y espectáculos, abrió sus puertas a fines de 2008 a un costo de $32 millones. La universidad también construyó nuevos dormitorios y comenzó a construir una nueva residencia para los presidentes de las universidades. La construcción de Evans Commons comenzó en 2009 y se completó durante el verano de 2011. En 2011, la Universidad de Lindenwood se convirtió en el Sistema Universitario de Lindenwood. Lindenwood University-Belleville hizo la transición de un campamento satélitea una universidad acreditada por separado. La universidad fue notificada de la decisión de acreditación en noviembre por la Comisión de Educación Superior de la Asociación de Colegios y Escuelas del Centro Norte. Bajo la nueva acreditación, Lindenwood University-Belleville mantendrá el mismo nombre y la misma junta directiva que el campus de St. Charles, que ahora se considera una escuela hermana como parte del Sistema Universitario de Lindenwood. Para 2010, la dotación de la Universidad de Lindenwood había alcanzado los $148 millones. A principios del año siguiente, Lindenwood comenzó la construcción de un nuevo estacionamiento para aliviar la congestión en el campus. La universidad anunció que se construiría una nueva instalación deportiva detrás de las gradas de la zona de anotación oeste del Hunter Stadium. El edificio de tres pisos, 43 450 pies cuadrados (4036,6 m²) incluye nuevos vestuarios de fútbol, fútbol masculino y femenino, lacrosse masculino y femenino y vestuario de hockey sobre césped. También alberga un nuevo centro de apoyo académico para estudiantes-atletas, oficinas de entrenadores y salas de reuniones con vista al estadio. Lindenwood planea construir un nuevo edificio administrativo, así como dormitorios adicionales e instalaciones en el campus, y ampliar la inscripción a más de 20 000 estudiantes. La universidad y the DESCO Group anunciaron en febrero de 2011 que el Ayuntamiento de St. Charles había aprobado una resolución apoyando el Lindenwood Town Center, un desarrollo planificado de $30 millones que incluye un centro comercial, una plaza comercial/de tiendas, un hotel y complejos de viviendas para estudiantes estilo apartamento.
En el otoño de 2012, la universidad anunció que había comprado la propiedad de 28 acres (11,3 ha) que anteriormente albergaba la Barat Academy. La instalación 69 000 pies cuadrados (6410,3 m²) abrió en 2007 y fue utilizada por la escuela secundaria privada hasta que fue desalojada en 2011 y reubicada en una propiedad más pequeña. Lindenwood compró la instalación para $8.1 millones con planes para ampliar las aulas y agregar laboratorios de química. El edificio pasó a acoger el programa Lindenwood Nursing and Allied Health Sciences, que se inauguró en el otoño de 2013. Se trata de un programa de finalización de BSN, para estudiantes que tienen títulos de asociado en enfermería. La universidad contrató a la Dra. Peggy Ellis como decana del programa. Ellis se había desempeñado desde 2005 como decano asociado de estudios de posgrado en la St. Louis escuela de enfermería.
En mayo de 2014, la junta directiva de la Universidad de Lindenwood aprobó planes para una biblioteca y un centro de recursos académicos de 100,000 pies cuadrados en First Capitol Drive, adyacente al Centro de Bienvenida en el campus de St. Charles. En 2015, Lindenwood anunció la construcción de la nueva instalación, que reemplazará a la Biblioteca Margaret Leggat Butler de 36,000 pies cuadrados, construida en 1929. El nuevo edificio del Centro de Recursos Académicos reunirá una variedad de servicios estudiantiles bajo un mismo techo, incluido el Writing Center, Student and Academic Support Services (SASS), Career Services, English as a Second Language, Office of International Students and Scholars, y Lindenwood Online, todos los cuales participaron en la elaboración de la propuesta de la nueva estructura. El edificio también incluirá espacio para aulas y una cafetería ampliada. Se espera que esté terminado a finales de 2016. La universidad anteriormente era propietaria del Daniel Boone sitio histórico en Defiance, Misuri 26 millas (41,8 km) al suroeste del campus de St. Charles. El sitio histórico fue donado a la gente del condado de St. Charles en abril de 2016.

## Campus

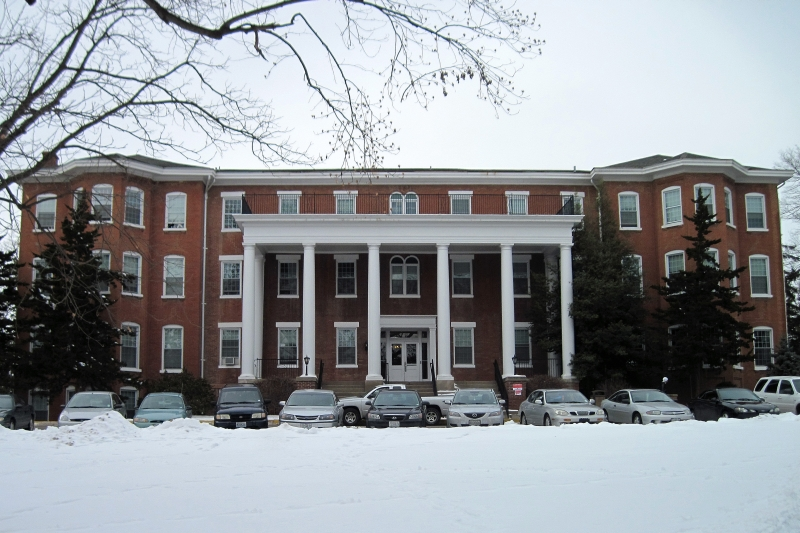
Historic Sibley Hall en el campus de la Universidad de Lindenwood después de una nueva nevada en 2011

El campus principal de 500 acres (202,3 ha) está ubicado en el histórico St. Charles, Misuri, en un terreno elevado con vista al centro de St. Charles y al río Misuri. Sus edificios van desde edificios históricos del siglo XIX hasta modernos proyectos de construcción en curso. El campus se extiende aproximadamente una milla de suroeste a noreste y está dividido por un arroyo serpenteante. Al oeste, el campus limita con Duchesne Dr. con Droste Rd. y W. Clay St. formando el límite sur. First Capitol Drive corre a lo largo del borde este del campus y Gamble St. linda con su lado norte. El área este del campus es la sección más antigua con la más reciente Expansión en las zonas centro y sur. El área noroeste casi no tiene estructuras. La universidad es un campus seco con bebidas alcohólicas prohibidas en el campus y en todos los edificios de la universidad.
La parte este del campus de LU es la parte más antigua y contiene muchos edificios históricos caracterizados por su arquitectura de principios del siglo XX y una gran cantidad de tilos. Esta área está ubicada cerca del sitio de la cabaña de troncos original donde Mary Sibley comenzó la escuela para niñas Linden Wood. La parte este del campus es la ubicación de muchos de los edificios académicos y contiene la Biblioteca Margaret Leggat Butler, la principal biblioteca académica de la universidad. Roemer Hall, construido en 1921, es el principal edificio administrativo del campus y alberga la oficina del presidente, la oficina de ayuda financiera, el registrador y el oficina comercial, así como la Escuela de Educación.
Sibley Hall se construyó en 1856 y es el edificio más antiguo de Lindenwood. Era el edificio original de Linden Wood School for Girls, y todavía se usa como dormitorio de mujeres hoy; está incluido en el Registro Nacional de Lugares Históricos. Numerosos incidentes misteriosos han ocurrido durante los años, y las leyendas dicen que Sibley Hall está obsesionado por el fantasma de Mary Sibley.

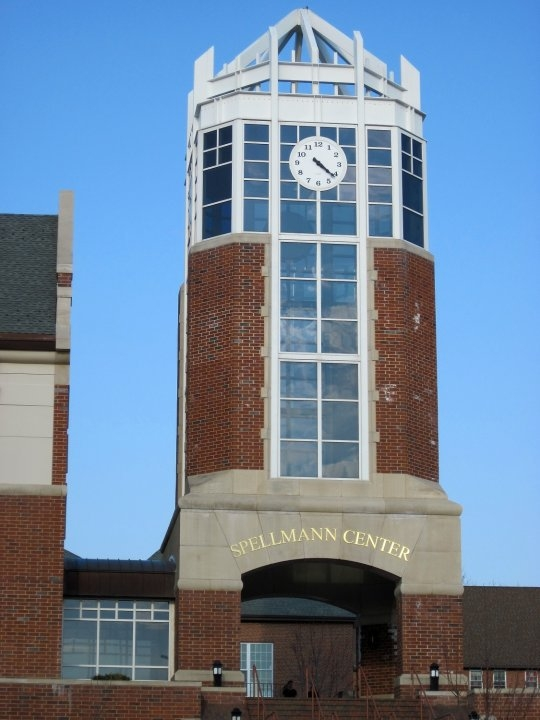
Centro de Estudiantes Spellmann

La parte central del campus de Lindenwood incluye varias residencias universitarias e instalaciones deportivas. En el corazón del campus se encuentra el Spellmann Campus Center. Fue construido en 2002 y está ubicado en el centro del campus en la ladera cerca de la parte más alta del campus. Spellmann Center tiene vista al estadio Harlen C. Hunter y gran parte del resto del campus. El moderno centro de estudiantes 112 000 pies cuadrados (10 405,1 m²) alberga una cafetería, una cafetería, el Estudiante Centro de Salud, Oficina de Actividades Estudiantiles, publicaciones de medios estudiantiles y estación de radio dirigida por estudiantes, así como oficina, cla ssroom y espacios para reuniones.
Al oeste del Spellmann Center se encuentra el estadio Harlen C. Hunter de 7450 asientos, el principal estadio atlético del campus. Construido en 1976 por los St. Louis Cardinals NFL football team como lugar de campamento de entrenamiento, el estadio abrió en 1979 y fue renovado en 1988, 2004 y 2009. El estadio es el campo de los Lindenwood Lions fútbol, fútbol masculino y femenino, hockey sobre césped femenino , y programas de lacrosse tanto para hombres como para mujeres.
Al noroeste del estadio se encuentra el Robert F. Hyland Performance Arena de 3270 asientos. Este fue construido en 1997 y es el estadio de los equipos de baloncesto, voleibol, lucha libre, tenis de mesa, baile y porristas, tanto masculinos como femeninos. La instalación también incluye las oficinas del departamento de atletismo y classrooespacio m. Evans Commons se está construyendo junto al Hyland Arena. La construcción del centro estudiantil de $20 millones comenzó en mayo de 2009. Las instalaciones de 119 000 pies cuadrados (11 055,5 m²) se abrieron en agosto de 2011 y cuentan con un segundo comedor , tres canchas de baloncesto y una pista de hockey sobre patines, una pista de jogging suspendida, un gimnasio, oficinas para actividades estudiantiles, áreas de estudio tranquilas y una oficina de correos de EE. UU.

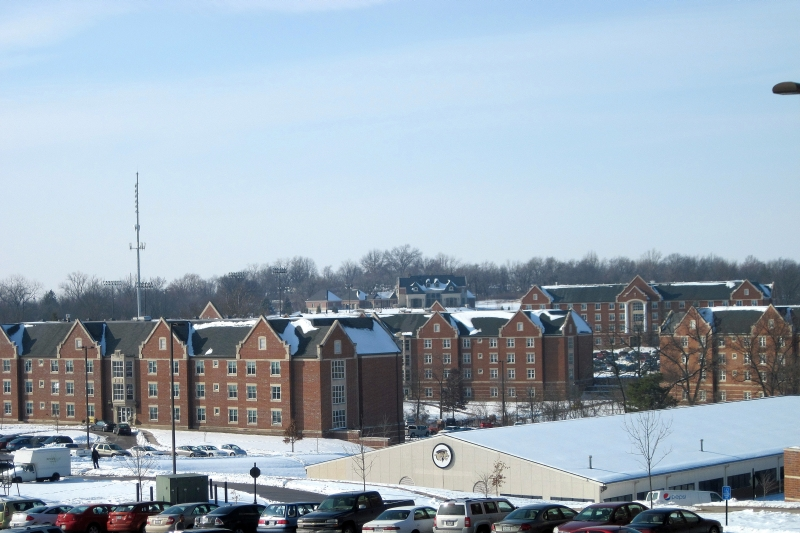
Field House, varias residencias universitarias y la casa del presidente en las porciones suroeste del campus

Las áreas sur y oeste del campus contienen gran parte de la nueva construcción. El J. Scheidegger Center for the Arts abrió sus puertas en 2008 a un costo de $ 32 millones y se encuentra en el extremo sureste del campus. El edificio de última generación, 138 000 pies cuadrados (12 820,6 m²) incluye espacio para espectáculos y educación artística. Alberga aulas y oficinas de profesores, así como Bezemes Family Theatre de 1200 asientos, Emerson Black Box Theatre, Boyle Family Gallery de 1200 asientos, Charter LUTV HD Studio y espacio de estudio para estudiantes de artes escénicas y comunicaciones. El Centro Scheidegger alberga también la Escuela of Fine and Performing Arts.
Al noroeste del Centro Scheidegger se encuentra el Complejo Deportivo Lou Brock. El Complejo Deportivo es la sede de los equipos de béisbol y softbol Lindenwood Lions. La casa del nuevo presidente, conocida como Lindenwood House, se inauguró en 2010 y está ubicada en una colina con vista al complejo deportivo y gran parte del campus. Las partes occidentales del campus contienen muchas de las nuevas residencias pasillos Reynolds Hall y Pfremmer Hall se construyeron en 2008 y se ubican entre la residencia del nuevo presidente y LU Commons, el nuevo centro estudiantil y recreativo.

### Residencias
Más de 3800 estudiantes viven en el campus los 19 residencias universitarias de la universidad se segregaron en instalaciones para hombres y mujeres. Cada residencia tiene un director residente residente y tres directores residentes adjuntos. Las residencias estudiantiles masculinas incluyen Ayres Hall, Cobbs Hall, Flowers Hall, Guffey Hall, Linden Lodge, Mathews Hall y Parker Hall. Las residencias femeninas incluyen Blanton Hall, Calvert Rogers, Eastlick Hall, Irwin Hall, McCluer Hall, New Ayres Hall, Niccolls Hall, Rauch Memorial Hall, Sibley Hall, Pfremmer Hall, Reynolds Hall y Stumberg Hall.
Lindenwood compró un terreno adyacente al campus principal que contenía varias propiedades residenciales para crear dos grandes cuartos estudiantiles en vecindarios adyacentes, conocidos como Linden Terraces y First Capitol Houses. Las propiedades ofrecen alojamiento en el campus para parejas de estudiantes casados y estudiantes monoparentales, y también están disponibles para estudiantes masculinos y femeninos. El vecindario de Linden Terrace se encuentra justo al suroeste del campus principal. First Capitol Houses y el área residencial de Powell Terrace se ubican al este del campus frente a First Capitol Drive desde el campus principal.

### Centros regionales
El período de crecimiento en Lindenwood iniciado por Spellmann incluyó la apertura de centros regionales para programas de educación nocturna para adultos en varios lugares alrededor del Gran St. Louis. En 2009, la universidad abrió una ubicación en la ciudad de St. Louis, en 1409 Washington Avenue un distrito de lofts de rápido crecimiento en la ciudad. Lindenwood también opera centros regionales en Daniel Boone Campus, Florissant, Moscow Mills, O'Fallon, Condado Sur, Centro de St. Louis, Westport, Weldon Spring, Wildwood y el antiguo Restaurante Southern Air  en Wentzville.

### Universidad de Lindenwood-Belleville
En 2008, la Universidad de Lindenwood anunció planes para ampliar las instalaciones de la Universidad de Lindenwood-Belleville y aumentar los programas académicos de una estructura de educación continua para adultos para ofrecer programas tradicionales semestrales diurnos. Anteriormente, los programas solo se ofrecían para estudiantes de nivel júnior y sénior durante el primer semestre de las clases diurnas tradicionales. Estos programas ahora se han extendido a estudiantes de primer año. Lindenwood esperaba inscribir a 2000 estudiantes diurnos en el campus de Belleville dentro de los próximos 5 a 10 años de expandirlo a un campus residencial. En noviembre de 2011, Lindenwood University-Belleville completó la transición del campus satélite de Lindenwood University a una universidad independiente de pleno derecho. La Universidad de Lindenwood-Belleville se consideraba una escuela hermana de la Universidad de Lindenwood en St. Charles, y aunque las dos escuelas comparten un nombre y una junta directiva, el campus de Belleville ya no estaba bajo la operación directa del campus de St. Charles.
El 1 de agosto de 2015, el Dr. Brett Barger comenzó a desempeñarse como presidente interino del campus de Belleville. Se eliminó el título interino y Barger fue nombrado presidente del campus de Lindenwood University Belleville en octubre de 2015. Barger es un miembro de la familia Lindenwood desde hace mucho tiempo, ya que llegó por primera vez al campus de St. Charles como estudiante en 1990. Fue contratado en 1994 y tiene tres títulos de Lindenwood: EdD, MBA y BA. Anteriormente se desempeñó como vicepresidente asociado de operaciones y finanzas. Barger reemplazó al Dr. Jerry Bladdick, quien dejó Lindenwood para ocupar un nuevo puesto en Florida. En 2019, citando "desafíos financieros y de inscripción en curso", la Junta de Fideicomisarios de la Universidad de Lindenwood anunció que LU-Belleville dejará de ofrecer programas de pregrado tradicionales semestrales después del año académico 2019-20. Los estudiantes inscritos en el campus de Belleville podrán transferirse al campus de St. Charles, quien prometió cumplir con todas las garantías de ayuda financiera. La decisión revertirá la ubicación de Belleville a un sitio de extensión para los programas vespertinos. 

## Académicos
Lindenwood University ofrece 121 especializaciones en diversas áreas de estudio y otorga títulos de 10 colegios y escuelas. La universidad está clasificada como Máster's college and university por la  Clasificación Carnegie de Instituciones de Educación Superior. En 2007, Lindenwood comenzó a ofrecer programas de doctorado, comenzando con un programa de Doctorado en Educación que prepara a los estudiantes para el campo de la administración educativa.
Lindenwood University Press produce una serie de publicaciones en los campos de estudios internacionales y globales, revistas literarias, estudios estadounidenses e historia estadounidense.
LU tiene la acreditación completa de la Comisión de Educación Superior (HLC). Lindenwood ha sido totalmente acreditada por la North Central Association of the Higher Learning Commission desde 1921 y recibió su renovación de diez años en 2003–2004. Además, LU tiene la acreditación de HLC para ofrecer programas completos de grado en línea . Desde 2010, la Escuela de Negocios y Emprendimiento de LU ha sido completamente acreditada por el Consejo de Acreditación para Escuelas y Programas de Negocios. La universidad ofrece licenciatura, maestría y doctorado a través de sus siete escuelas:
- Escuela de Programas de Grado Acelerado
- Escuela de Artes, Medios y Comunicaciones
- Escuela de Negocios y Emprendimiento Robert W. Yeso
- Escuela de Educación
- Escuela de Humanidades
- Facultad de Ciencias de la Salud
- Facultad de Ciencias

### Clasificaciones
En el 2020 EE.UU. News & World Report Ranking de las mejores universidades (publicado en septiembre de 2019), Lindenwood ocupó el puesto 293-381 entre las universidades nacionales. Lindenwood ocupó el puesto 327 de 395 en la categoría de Universidades Nacionales de The Washington Monthly''s 2019 University Rankings . A diferencia de muchas universidades, Lindenwood no usa poslos estudiantes para impartir clases. La universidad cuenta actualmente con 716 profesores, incluidos 233 profesores de tiempo completo y 558 facultad adjunta.
Lindenwood alberga el Instituto John W. Hammond para la Libre Empresa, fundado en 2013 y compuesto por tres centros de enfoque: el Centro de Economía y Medio Ambiente, el Centro de Libertad y Ética y el Centro Duree para el Emprendimiento. El Instituto Hammond está bajo la dirección del Dr. Howard J. Wall, exvicepresidente y economista del Banco de la Reserva Federal de St. Louis, que se incorporó a Lindenwood en 2011 como director del Instituto para el Estudio de la Economía y el Medio Ambiente.

### Serie de oradores y oradores destacados
La universidad comenzó la serie de oradores Lindenwood en 2008 y lleva a cabo una serie de oradores anuales durante los semestres de otoño y primavera en los que figuras destacadas de la literatura, las artes, el entretenimiento, la ciencia, los negocios y la política presentan varios temas y temas a los estudiantes, profesores y el community. Los oradores anteriores incluyen: Tamim Ansary autor y experto islámico; Dan Cathy, presidente y director de operaciones de los restaurantes Chick-fil-A; Arun Gandhi, activista de la paz y nieto de Mahatma Gandhi; Temple Grandin, Doctor (título) de ciencia animal y defensor del autismo; Stanley Andrisse, endocrinólogo y activista por la educación de las personas encarceladas; ex Navy SEAL, exgobernador deshonrado de Misuri y autor, Eric Greitens; Hill Harper, actor; ex MLB lanzador Jim Morris; P. J. O'Rourke, político satírico, periodista y escritor; y Reed Timmer, storm chaser y Meteorólogo;
Junto con la serie de oradores, Lindenwood ha recibido a varios oradores y candidatos políticos a lo largo de su historia. Robert A. Taft, Senado de los Estados Unidos|Senador de los Estados Unidos de Ohio e hijo del presidente William H. Taft habló en Lindenwood en 1948 para discutir la Ley Taft-Hartley y su candidatura para las 1948  Nominación republicana. John Danforth, en 1970 durante su campaña para el escaño en el Senado de los EE. UU. en representación de Misuri. Leonor K. Sullivan, visitó Lindenwood en 1973 como la primera mujer en Congreso de Misuri. John Ashcroft hizo una parada en Lindenwood en 1983 como una parada de campaña antes de convertirse en el  Gobernador de Misuri en 1984. Richard Gephardt habló en 1985 como U.S. Representante de Misuri. El exsenador de los EE. UU. de Misuri y Demócrata candidato a vicepresidente, Thomas Eagleton, habló en Lindenwood después de regresar a Misuri del Senado en 1988. Henry Kissinger, ex U.S. El Secretario de Estado habló en el campus en 1988. Jim Talent visitó LU como congresista estadounidense de Misuri en 1995. Dora Boyd de Pérez Balladares, primera dama de Panamá visitó la universidad en 1997. Matt Blunt llegó a Lindenwood mientras se desempeñaba como gobernador de Misuri . La universidad fue anfitriona de las 2012 candidato presidencial del Partido Republicano, Ron Paul en el Hyland Arena el 10 de marzo de 2012.

### Biblioteca

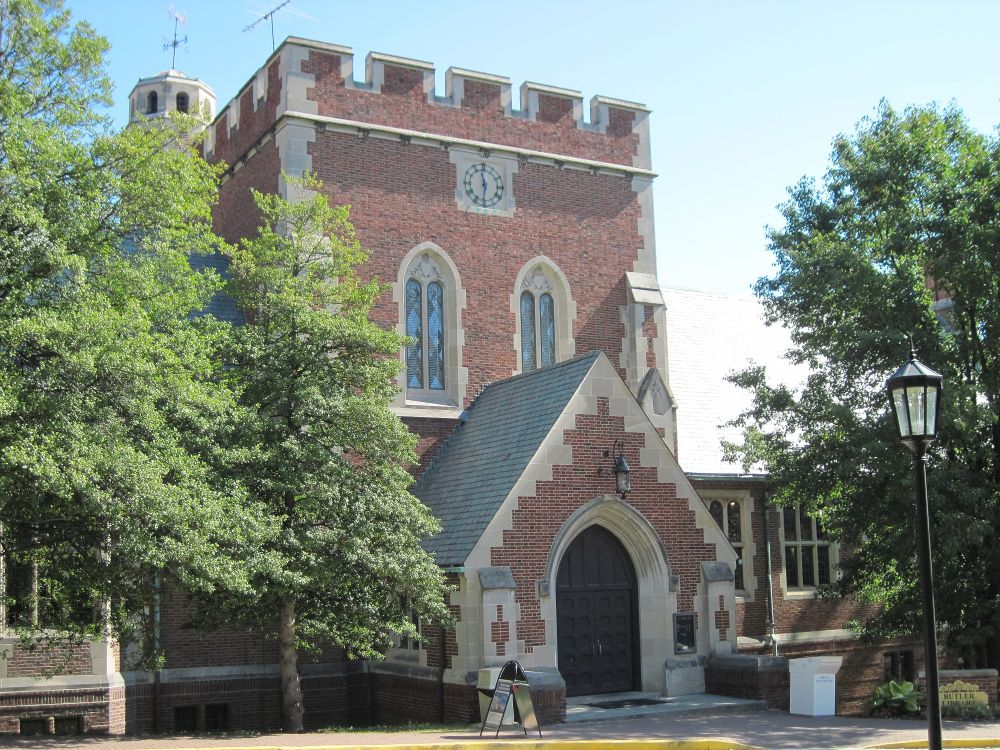
Biblioteca Butler

La Biblioteca Margaret Leggat Butler se construyó en 1930 y está ubicada en la histórica región este del campus. Además de 150.000 libros y publicaciones periódicas, aulas, investigación y espacios de estudio tranquilos, la biblioteca también alberga una cafetería y un centro de escritura. La biblioteca es miembro del MOBIUS Consortium, un sistema estatal que conecta la biblioteca de Lindenwood con bibliotecas de otras instituciones de educación superior en Misuri.
La biblioteca alberga los archivos de Mary Ambler. Los archivos se fundaron en 1993 y forman parte de la Missouri Digital Heritage Initiative y la State Historical Society of Missouri. Incluyen una colección de documentos históricos, registros oficiales y colecciones especiales de los 185 años de historia de la universidad.

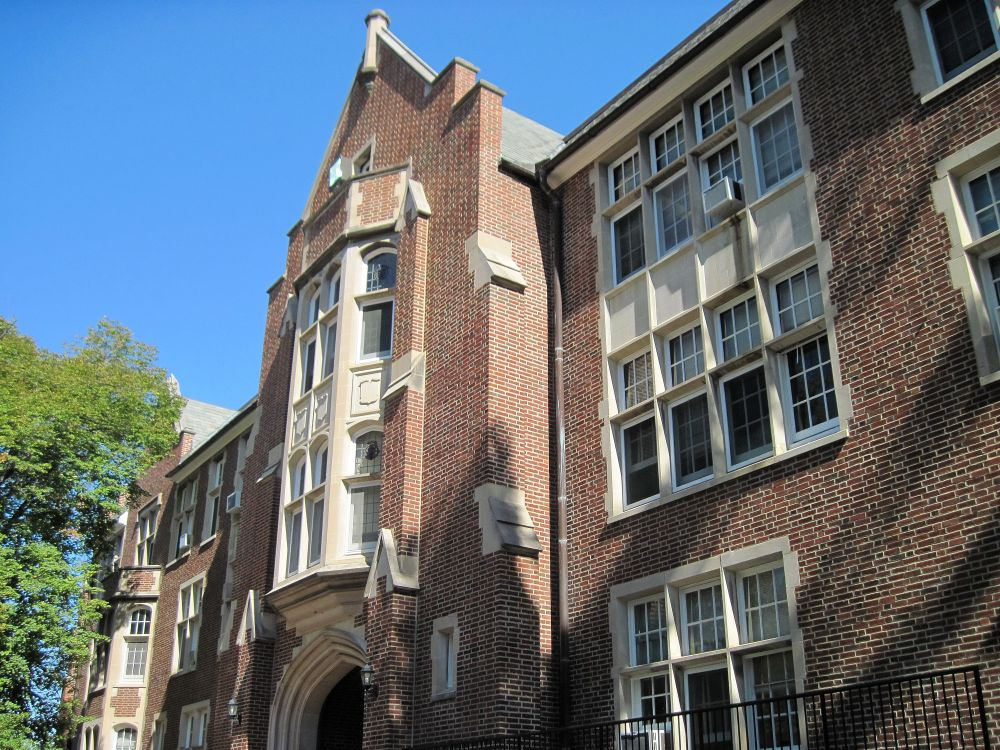
Salón Roemer

El Colegio de Honores de la Universidad de Lindenwood ofrece a los estudiantes la oportunidad de ser reconocidos por su excelencia académica en la graduación y en las transcripciones y diplomas oficiales. Los estudiantes elegibles deben tener un puntaje de 29 o más en el ACT para postularse como estudiantes de primer año entrantes y mantener al menos un GPA de 3.3 para estudiantes de clase alta y transferidos. Los estudiantes deben completar 24 horas de créditos de honores para Graduado con Honores Universitarios.
Latin Honors al graduarse son:
- Promedio de calificaciones acumulativo de 3.70 – 3.85 – cum laude
- Promedio de calificaciones acumulativo de 3.86 – 3.93 – magna cum laude
- Promedio de calificaciones acumulativo de 3.94 – 4.00 – summa cum laude

## Atletismo

Marca denominativa Lindenwood Lions Athletics

Los equipos atléticos de Lindenwood se llaman Lions y Lady Lions. La universidad es miembro de las filas de la División I de la NCAA, primar compitiendo en la Conferencia del Valle de Ohio (OVC) en la mayoría de sus deportes desde el año académico 2022–2023. Lindenwood aún tiene que anunciar una futura afiliación a la conferencia para cualquiera de estos deportes, ninguno de los cuales patrocina la OVC. Incluso antes del movimiento de OVC de Lindenwood, patrocinó cuatro deportes de facto de la División I de la NCAA. Hockey sobre hielo femenino compite en College Hockey America (CHA), gimnasia femenina compite como miembro de la Midwest Independent Conference (MIC), voleibol masculino compite en la Midwestern Intercollegiate Volleyball Association (MIVA), y la lucha libre femenina, reconocida por la NCAA como parte de su programa Deportes emergentes para mujeres pero sin un evento de campeonato oficial de la NCAA, compite como independiente. Lindenwood también patrocina otros deportes que compiten en varias otras organizaciones deportivas para deportes que no pertenecen a la NCAA.
Antes de unirse a la División I de la NCAA, los Lions compitieron previamente en la Conferencia del Valle de los Grandes Lagos (GLVC) de las clasificaciones de la División II de la NCAA de 2019–2020 a 2021–2022; mientras que el lacrosse femenino competía en el Rocky Mountain Athletic Conferencia (RMAC), natación masculina y femenina equipos compitieron en el Nuevo South Intercollegiate Swim Conference, y su equipo de hockey sobre césped compitieron como miembros de la ECAC División II; y en la D-II Mid-America Intercollegiate Athletics Association (MIAA) desde 2013–2014 hasta 2018-2019.
Antes de unirse a la División II de la NCAA, Lindenwood fue miembro de la Asociación Nacional de Atletismo Intercolegial (NAIA) y compitió en la Conferencia Heart of America (HAAC) como su conferenciante principal.ence de 1996–97 a 2010–11, además de otras organizaciones atléticas para deportes no patrocinados por HAAC; así como en la Conferencia del Medio Oeste estadounidense de 1993–1994 a 1995–1996. Durante el tiempo que la universidad estuvo en la NAIA, tenía un total de 46 equipos deportivos universitarios, lo que convirtió a LU en uno de los departamentos atléticos más grandes de los Estados Unidos. La Universidad de Lindenwood compitió en el atletismo de la NAIA durante casi 40 años antes de comenzar el proceso de transición para la Membresía D-II de la NCAA. El 12 de julio de 2010, Lindenwood fue aceptado en NCAA División II y fue aprobado como miembro de la MIAA el 24 de septiembre de 2010, y la afiliación tuvo lugar en el año académico 2012–2013. Los planes de LU incluían los 21 deportes que luego competían en la NAIA para pasar a la División II de la NCAA junto con los deportes de hockey sobre césped que no pertenecen a la NAIA, los deportes masculinos lacrosse y lacrosse femenino. El hockey sobre hielo femenino y el voleibol masculino competirían en la División I de la NCAA, y todos los demás deportes permanecerían en sus organizaciones deportivas que no pertenecen a la NCAA ni a la NAIA. Lindenwood concluyó oficialmente su membresía en NAIA y HAAC al finalizar el año académico 2010–11. Durante las 15 temporadas de la universidad como miembro de HAAC, los Leones establecieron un récord de conferencia, ganando 128 títulos HAAC. Lindenwood promedió 8,5 títulos de conferencia al año y ganó al menos un campeonato de conferencia en el deporte patrocinado por la conferencia.
En 2018, el equipo de bolos femenino de Lindenwood ganó el USBC campeonatos intercolegiales por equipos celebrados en Lincoln, Nebraska, derrotando al campeón defensor McKendree University en la ronda final.
Lindenwood ha ganado muchos campeonatos nacionales de tiro al plato, trampa y tiro al plato
Lindenwood Athletics ha estado honrando a estudiantes-atletas anteriores o colaboradores del departamento de atletismo desde 2007 con el Salón de la Fama del Deporte de Lindenwood.

## Vida estudiantil

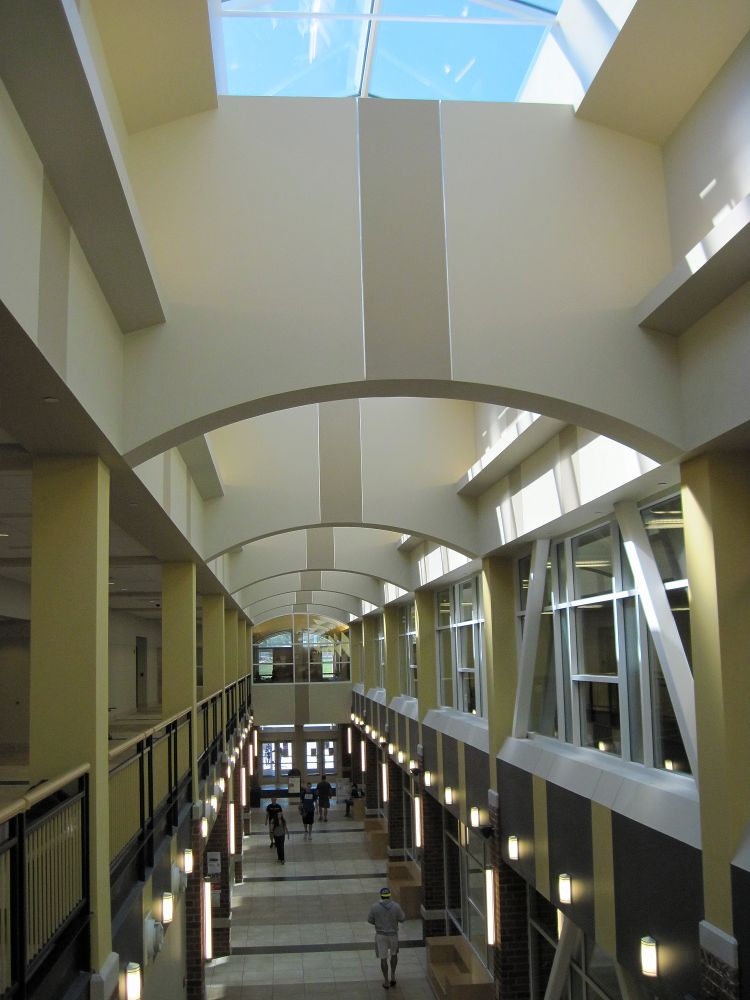
Paseo principal dentro del centro recreativo y de estudiantes de Evans Commons.

El alumnado de Lindenwood proviene de varios lugares de los Estados Unidos, Canadá y otros lugares del mundo. Aproximadamente el 64% del alumnado es de Misuri con la mayoría de los estudiantes del estado de  St. Carlos y St. Louis condados. Los estudiantes de otros estados representan el 22% de la matrícula de pregrado y están compuestos por estudiantes de 45 de los 50 estados de EE. UU. Además, el 13% de los estudiantes son de 60 países extranjeros.
La universidad tiene más de 70 clubes y organizaciones estudiantiles bajo la dirección de Participación Estudiantil. CAB (Junta de actividades del campus) organiza conferencias, noches de cine, bailes, actuaciones y una amplia variedad de otros eventos. Lindenwood también ofrece más de 20 deportes intramuros. Las organizaciones estudiantiles en Lindenwood incluyen el gobierno estudiantil, varias organizaciones académicas, de servicio, religiosas, Griegas y de interés común, y organizaciones de servicio. Lindenwood Student Government Association ( LSGA) es el principal brazo de gobierno del cuerpo estudiantil. El gobierno estudiantil es la voz de las preocupaciones de los estudiantes en cooperación con la universidad. La LSGA, así como todas las organizaciones, patrocina varios eventos académicos, sociales, espirituales y físicos en el campus para aumentar el bienestar del alumnado. La Golden Lion Marching Band es la banda de música de la universidad. banda de marcha. La banda toca en todos los partidos de fútbol americano de los Lindenwood Lions. La Golden Lion Marching Band incluye metales, instrumentos de viento de madera, percusión y guarda de honor. Un subconjunto, la LU Pep Band toca en varios eventos especiales y eventos deportivos en el campus durante el año escolar. El Gateway Battalion es el capítulo local del Army ROTC con base en la Universidad de Washington en St. Louis. El ROTC brinda capacitación y educación para estudiantes de LU en conjunto con WashU y varias otras universidades que componen el Batallón. Fundada oficialmente en 1919 y con raíces que se remontan a la década de 1890, es uno de los programas de este tipo más antiguos del país. Después completando el programa Army ROTC, los estudiantes de LU reciben una comisión ya sea en el Ejército regular, Reserva del ejército, o  la Guardia Nacional de los Estados Unidos. LU Crew es un grupo de estudiantes que se reúnen para promover el espíritu escolar en eventos deportivos y en otros eventos especiales. LU Crew se puede ver en eventos deportivos con letreros, vítores de inicio y varias otras actividades en las secciones y gradas de los estudiantes.
El Día de Sibley se celebra desde 2009 y es una nueva tradición en Lindenwood. El evento incluye eventos y actividades especiales para estudiantes y profesores, oradores invitados, presentaciones, y otras actividades sociales y educativas. Los oradores invitados anteriores incluyeron: Arun Gandhi.

### Vida griega
La era moderna del sistema griego en Lindenwood comenzó en 1992, cuando la universidad anunció que se establecerían dos hermandades y tres fraternidades en el campus.
Lindenwood es actualmente la sede de tres capítulos de Conferencia Panhelénica Nacional de Sororidades. El capítulo de Omicron Omicron de Delta Zeta (fundado en 1992) es un capítulo de la segunda mayor hermandad de mujeres de la nación. El capítulo Theta Delta de Sigma Sigma Sigma oficialmente hizo de Lindenwood su sede en la primavera de 2012. Phi Sigma Sigma fue elegida para ser la tercera Hermandad de la Conferencia Nacional Panhelénica y se unió en el otoño de 2016 El campus también fue el campo del capítulo Zeta Xi de Alpha Sigma Alpha en un momento dado.
Delta Tau Delta comenzó su proceso de colonización en marzo de 2012 y se convirtió en capítulo autorizado en febrero de 2014. Phi Delta Theta estableció una colonia en Lindenwood en noviembre de 2014 y se instaló como capítulo en octubre de 2015. Theta Xi estableció una colonia en la primavera de 2018. Entre los grupos de fraternidad desaparecidos, Delta Chi colonizó Lindenwood en 1992 y nuevamente en 2000; sin embargo, ninguno de los intentos tuvo éxito en establecer un capítulo completamente autorizado. Tau Kappa Epsilon también tenía un grupo de interés en el campus a fines de la década de 1990; sin embargo, el grupo TKE tampoco se convirtió nunca en un capítulo autorizado.
Lindenwood albergó el Capítulo Beta de Phi Lambda Phi de 2002 a 2017. Phi Lambda Phi es una fraternidad social masculina regional que se fundó en la Universidad Estatal Truman en 1969. Este capítulo ahora es miembro de la Fraternidad Phi Lambda Chi. .
El 14 de abril de 2018, Alpha Psi Lambda National Inc., dio la bienvenida a su nueva entidad, Alpha Psi Lambda, Lindenwood University Colony, fundada en St. Charles, Misuri el 14 de abril de 2018. La colonia es la primera entidad en el estado de Misuri para Alpha Psi Lambda National, Inc. y es la primera organización latina con letras griegas de la Universidad de Lindenwood.
La Universidad de Lindenwood mantiene relaciones con los capítulos de la ciudad de las nueve organizaciones del Consejo Nacional Panhelénico. Los estudiantes pueden afiliarse a una de las nueve organizaciones que forman parte de la comunidad de la ciudad en St. Luis, MO.
Lindenwood también acoge las cartas de dos fraternidades griegas de música social, Phi Mu Alpha para hombres y Sigma Alpha Iota para mujeres. La universidad también tiene un capítulo de la Alpha Phi Omega fraternidad de servicio mixto, y la Delta Sigma Pi fraternidad de negocios profesionales comenzó el proceso de colonización en Lindenwood en la primavera de 2012 y se constituyó en mayo de 2014.
Actualmente no hay viviendas griegas en el campus. Actualmente, cada hermandad o hermandad social tiene habitaciones compartidas reservadas para los hermanos o hermanas que deseen vivir juntos, además de una sala capitular en dicho edificio.
| Conferencia Interfraternidad Norteamericana NIC capítulos | Conferencia Nacional Panhelénica NPC capítulos                                                                                        | Asociación de Fraternidad Profesional PFA capítulos                                            | Asociación Nacional de Organizaciones Fraternales Latinas NALFO capítulos | Capítulos de Fraternidades Independientes              |
| --- | --- | ---------------------------------------------------------------------------------------------- | ------------------------------------------------------------------------- | ------------------------------------------------------ |
| - Alpha Sigma Phi 1997–2013 (inactivo) - Delta Tau Delta 2014-presente - Phi Delta Theta 2015-presente - Phi Lambda Chi 2017–presente - 'Theta Xi 2018–2019 (inactivo) | - Alpha Sigma Alpha 1992–2005 (inactivo) - Delta Zeta 1992-presente - Phi Sigma Sigma 2016-presente - Sigma Sigma Sigma 2012-presente | - Alfa Phi Omega 1997-presente - Delta Sigma Pi 2014–presente - Sigma Alpha Iota 2002-presente | - Alpha Psi Lambda 2018–presente                                          | - Phi Lambda Phi 2002–2017 - Phi Mu Alfa 2001-presente |

### Medios y publicaciones estudiantiles
La Universidad de Lindenwood tiene varios medios de comunicación para estudiantes que sirven al campus y las comunidades circundantes del condado de St. Charles. La revista estudiantil oficial The Legacy. La revista se publica una vez al mes. La universidad alberga una estación de cable educativa operada por estudiantes, conocida como LUTV. Está disponible en Charter Cable y en AT&T U-Verse en todo Greater St. Louis, además de transmitirse en vivo en línea. LUTV ofrece programación educativa, cultural y atlética de LU y sirve como una experiencia de aprendizaje para los estudiantes de comunicación. 89.1 The Wood es una estación de radio universitaria con licencia de la FCC que transmite en KCLC-89.1 en el St. Área metropolitana de Louis. La estación es operada por estudiantes y ofrece música, noticias, deportes y programas especializados. The Wood transmite desde el estudio KCLC en el Centro de Estudiantes Spellmann.

## Alumnos destacados
Los exalumnos de la Universidad de Lindenwood se han vuelto notables en una variedad de of diferentes campos, incluidos la política y el gobierno, los negocios, la ciencia, la literatura, las artes y el entretenimiento y el atletismo. Los exalumnos en los campos de la radiodifusión y el periodismo incluyen: Greg Amsinger, presentador de la MLB Network,  Randy Karraker y Bob Ramsey, comentaristas deportivos estadounidenses en St. Louis, Misuri y presentadores actuales de "The Fast Lane", un programa de radio deportivo en St. Louis, en 101 ESPN, Jan Rogers Kniffen, hombre de negocios, comentarista invitado de asuntos comerciales para CNBC, Dan McLaughlin, locutor deportivo profesional quien actualmente trabaja en ambos St. Louis Cardinals y anteriormente con el St. Louis Blues para transmisiones en el canal de televisión por cable Fox Sports Midwest, Miriam Goldberg, editora y editora de Intermountain Jewish News, Sally Perdue, presentadora de un programa de radio y es una ex concursante de Miss Arkansas y Miss América en 1958.
Varios alumnos de LU se han destacado en el arte, la moda, el cine y la música, entre ellos: Alice Baber, pintora expresionista abstracta estadounidense. Tara Bollinger, modelo y reina de belleza de Misuri que compitió en el concurso de Miss América. Ingrid Dahlberg, exdirectora de teatro y presidenta del Teatro Real Dramático de Suecia, escritora y política. Lee Daniels, actor, productor y director de cine estadounidense. Nell Donnelly Reed, una diseñadora de moda estadounidense famosa por su vestido de casa es quien, cuando asistía a Lindenwood a principios del siglo XX, era la única estudiante casada allí. Thom Donovan, músico y compositor estadounidense, que realizó giras por todo el mundo con Robert Plant y los Goo Goo Dolls y apareció en Última llamada con Carson Daly en NBC. Shandi Finnessey, M iss USA 2004, Dancing with the Stars. Amber Seyer, Miss Missouri USA 2007 y Miss Missouri Teen USA 2003. Vocal Spectrum, formado por Tim Waurick, Eric Dalbey, Jonny Moroni y Chris Hallam. Son los campeones internacionales del cuarteto colegiado de la Barbershop Harmony Society de 2004, los campeones internacionales del cuarteto de la Barbershop Harmony Society de 2006 y los campeones internacionales del coro de la Barbershop Harmony Society de 2004, 2009, 2012 y 2016 con los Ambassadors of Harmony. Para de quien Moroni es codirector.
Varios Lindenwood Lions han pasado a los deportes profesionales, entre ellos: Sanel Borić, portero bosnio-estadounidense de fútbol americano (fútbol) que actualmente juega en el FK Velež Mostar. DeDe Dorsey, jugador profesional de fútbol americano con los Detroit Lions de los  NFL. Como miembro de las Las Vegas Locomotives de la United Football League, fue el Jugador Más Valioso del Juego de Campeonato de la UFL de 2009. Chase Gormley, luchador profesional estadounidense de artes marciales mixtas por el UFC. Randal McLelland, un Atleta olímpico en tiro al plato. Juegos Olímpicos de Verano de 2008. Brian Schaefering, un jugador profesional de fútbol americano con los Cleveland Browns de la NFL. Roren Thomas, receptor abierto de los Hartford Colonials de los United Football League (2009), Alexander Wright, ex receptor abierto de fútbol americano con Dallas C owboys, Los Angeles Raiders, St. Louis Rams y actual director atlético y entrenador principal de fútbol de San Jacinto Christian Academy y fundador de Alexander Wright Ministries. Laura Fonnegra, jugadora de bolos colombiana que consiguió la medalla de oro en el Campeonato Mundial Juvenil 2011, Juan Gómez , un jugador de bolos colombiano y miembro desde hace mucho tiempo del equipo nacional colombiano de bolos que ha ganado muchas medallas internacionales, y Dean Richards, un jugador de bolos miembro del equipo de EE. UU. que recientemente ganó su primer título profesional. Connor Harris, ganador del premio Cliff Harris en 2016, firmó un contrato de la NFL con los New York Jets después del draft de 2017. Nicole Hensley, portera de hockey femenino de Lindenwood de 2012 a 2016, se unió al equipo de EE. UU. después de concluir su temporada sénior en St. Charles. Después de los Campeonatos Mundiales de la IIHF, Nicole fue nombrada guardameta titular. Pierre Desir fue reclutado por los Cleveland Browns en la cuarta ronda del draft de 2014 y 127 en general. Pierre ha sido titular en tres juegos, apareciendo en 24, desde que ingresó a la liga. Daniel Walcott a NHL jugador jugó una temporada con su equipo de hockey antes de hacer la transición a mayor-júnior. Graduado de Lindenwood en Lindenwood en 2015, Graham Hossack fue reclutado por los Rochester Knighthawks de la Liga Nacional de Lacrosse. Jugó para MLL's Atlanta Blaze.
Los exalumnos involucrados en el gobierno y la política incluyen a Andrew Koenig miembro republicano de la Cámara de Representantes de Misuri que representa al distrito 88. y Gary W. Schenkel, actual director de la Oficina de Manejo de Emergencias y Comunicaciones de la Ciudad de Chicago.Esmeralda Johnson se convirtió en la persona más joven en ser elegida para un sede del Consejo Insular de Saba en 2019.
Mike Río es un campeón nacional de lucha de la universidad júnior en 149 libras para Harper College en Illinois y luego se transfirió a la Universidad de Lindenwood para convertirse en campeón consecutivo en los campeonatos nacionales de lucha de NAIA, siendo nombrado el luchador más destacado. del campeonato nacional de 2006. Además, durante su tiempo en la Universidad de Lindenwood, también fue compañero de cuarto en la universidad del ahora compañero luchador de UFC y ganador de The Ultimate Fighter 12 Jonathan Brookins. Actualmente, Rio es un luchador profesional de artes marciales mixtas; anteriormente compitiendo por el Ultimate Fighting Championship. John Salter también es otro luchador de MMA que ganó el Campeonato Nacional de Lucha Libre NAIA 2007 con 174 libras.